# Neoprostive kletve (Harry Potter)
Neoprostive kletve tri su kletve iz serijala o Harryju Potteru engleske spisateljice J. K. Rowling. Te su kletve nazvane neoprostivima zato što je njihova upotreba doslovno neoprostiva i potpuno zabranjena u čarobnjačkoj zajednici. Korištenje bilo koje kletve na ljudskome biću rezultira doživotnom robijom u Azkabanu. Bacanje tih moćnih kletvi zahtijeva jaku želju da se čarolija izvede, mržnju prema onome na koga se baca i veliku vještinu.[HP5][HP7]
To su kletve:
1. Avada Kedavra (Ubojita kletva)
2. Crucio (kletva Cruciatus)
3. Imperio (kletva Imperius)

## Avada Kedavra (Ubojita kletva)
Izgovor: /æ'væ.dæ kæ'dæ.vɹa/
Opis: Jedna od tri neoprostive kletve. Uzrokuje trenutačnu smrt.
Ubojita kletva, Avada Kedavra, uzrokuje da iz čarobnog štapića bacača kletve izleti snop zelene svjetlosti koja, u kontaktu sa žrtvom, rezultira trenutačnom smrću. Na žrtvi nema nikakvih fizičkih znakova da je na nju bačena kletva. U Harryju Potteru i Plamenom peharu bezjački je mrtvozornik pregledao tijela nekoliko žrtava kletve, ali nije mogao otkriti uzrok smrti, ipak, stručnjaci iz Ministarstva magije uspjeli su uočiti znakove kletve. Ako kletva promaši žrtvu i pogodi neki predmet ispušta se energija u obliku male eksplozije na mjestu udara. Feniksa pogođenog kletvom progutat će vatra, ali će se on ponovno roditi iz svog pepela.
Avadu Kedavru koristili su Lord Voldemort i njegovi smrtonoše da bi ubili svoje neprijatelje. Avada Kedavra nema poznatu protukletvu ili čaroliju kojom bi se mogla zaustaviti iako se žrtva može izmaknuti zelenoj svjetlosti kao što je to Ginny Weasley učinila u Harryju Potteru i Princu miješane krvi. Žrtve se mogu sakriti i iza čvrstih predmeta pa je tako Dumbledore stvorio kip iza kojeg se Harry sakrio u Harryju Potteru i Redu feniksa. Neka magična stanja također odbijaju kletvu čak i pri izravnom udaru: Harry Potter imao je magičnu zaštitu kad je na njega kletvu bacio Voldemort zato što je njegova majka umrla kako bi ga spasila; kasnije je Harryja spasila čarolija Priori Incantatem, a i Lord Voldemort nije umro kad se na njega odbila kletva zbog svojih horkruksa.
Avada Kedavra navodno dolazi od dobro poznatih riječi za čarolije: Abrakadabra.[nedostaje izvor]

### Žrtve kletve Avada Kedavra
Napomena: Bacanja kletve navedena su kronološkim redom od prvog, odnosno najstarijeg poznatog, do najnovijeg poznatog.
| Žrtva            | Bacač kletve        | Napomene                                                                               |
| ---------------- | ------------------- | -------------------------------------------------------------------------------------- |
| Tom Riddle sr.   | Tom Marvolo Riddle  | Otac Toma Marvola Riddlea.                                                             |
| Gospođa Riddle   | Tom Marvolo Riddle  | Baka Toma Marvola Riddlea                                                              |
| Gospodin Riddle  | Tom Marvolo Riddle  | Djed Toma Marvola Riddlea                                                              |
| James Potter     | Lord Voldemort      | Ubijen nešto prije kraja Prvog rata u Godricovoj dolini                                |
| Lily Potter      | Lord Voldemort      | Izabrala smrt umjesto napuštanja Harryja.                                              |
| Harry Potter     | Lord Voldemort      | Kletva se, zbog Lilyne žrtve, "odbila" od njega u Voldemorta                           |
| Lord Voldemort   | Lord Voldemort      | Kletva se odbila od Harryja na njega. Preživio je samo zbog svojih horkruksa           |
| Bertha Jorkins   | Lord Voldemort      | Voldemort ju je zarobio i mučio dok nije od nje dobio povjerljive informacije          |
| Frank Bryce      | Lord Voldemort      | Ubijen dok je prisluškivao Voldemorta i Crvorepa                                       |
| Pauk             | Barty Crouch ml.    | Tijekom nastave Obrane od mračnih sila                                                 |
| Barty Crouch sr. | Barty Crouch ml.    | -                                                                                      |
| Cedric Diggory   | Peter Pettigrew     | Po Voldemortovoj naredbi na groblju                                                    |
| Sirius Black     | Bellatrix Lestrange | U odjelu tajni                                                                         |
| Fawkes           | Lord Voldemort      | Kletva namijenjena Dumbledoreu. Fawkes je progutao kletvu i ponovno se rodio iz pepela |
| Lisica           | Bellatrix Lestrange | U Prelčevu kraju u blizini Snapeove kuće                                               |
| Albus Dumbledore | Severus Snape       | u dogovoru [HP7]                                                                       |
| Charity Burbage  | Lord Voldemort      | Na sastanku smrtonoša u vili Malfoy                                                    |
| Gibbon           | Nepoznati smrtonoša | Slučajno ubijen u bitci u Hogwartsu                                                    |
| Lord Voldemort   | Lord Voldemort      | Kletva se odbila od kletve Expelliarmus Harryja Pottera te ga usmrtila                 |

## Crucio (kletva Cruciatus)
Izgovor: /'kɹuː.si.əʊ/
Opis:  Izaziva nepodnošljivu bol
Kletva Cruciatus koja kod žrtve izaziva nepodnošljivu bol zahtijeva izgovaranje inkantacije na glas i upotrebu čarobnog štapića. Za pravilno izvođenje kletve potrebna je i jaka mržnja i želja da se nanese bol. Smrtonoše redovito koriste kletvu Cruciatus za mučenje zato što ona ne ostavlja nikakve tjelesne posljedice na žrtvi.
Bellatrix, Rodolphus i Rabastan Lestrange te Barty Crouch ml. mučili su ovom kletvom Franka i Alice Longbottom sve dok nisu izgubili razum, nastojeći od njih saznati trenutačno boravište Lorda Voldemorta te mu tako pomoći da vrati svoje moći.
Crucio u prijevodu s latinskog znači "mučim, stavljam na muke".

### Žrtve kletve Cruciatus
| Žrtva                    | Bacač kletve                                                 | Napomene                                                                               |
| ------------------------ | ------------------------------------------------------------ | -------------------------------------------------------------------------------------- |
| Frank i Alice Longbottom | Bellatrix, Rodolphus i Rabastan Lestrange i Barty Crouch ml. | Mučeni do ludila, trenutačno u Bolnici sv. Munga                                       |
| Pauk                     | Barty Crouch, ml.                                            | Tijekom nastave Obrane od mračnih sila                                                 |
| Cedric Diggory           | Viktor Krum (pod utjecajem kletve Imperius)                  | Tijekom trećeg zadatka Tromagijskog turnira                                            |
| Harry Potter             | Lord Voldemort                                               | Na groblju nakon što je Voldemort vratio svoje tijelo                                  |
| Peter Pettigrew          | Lord Voldemort                                               | Na groblju nakon što je Voldemort vratio svoje tijelo                                  |
| Avery                    | Lord Voldemort                                               | Na groblju nakon što je Voldemort vratio svoje tijelo                                  |
| Neville Longbottom       | Bellatrix Lestrange                                          | U Odjelu tajni; kako bi prisilila Harryja da joj preda proročanstvo                    |
| Harry Potter             | Smrtonoša                                                    | -                                                                                      |
| Hermiona Granger         | Bellatrix Lestrange                                          | Mučena u kući obitelji Malfoy nakon što su smrtonoše zarobili Hermionu, Harryja i Rona |

## Imperio (kletva Imperius)
Izgovor: /ɪm'pɪə.ɹio/
Opis: Omogućava potpunu kontrolu nad žrtvom
Kletva Imperius daje čarobnjaku kontrolu nad osobom na koju je kletva bačena. Žrtva ima osjećaj potpune bezbrižnosti i opuštenosti te nejasnog i neobjašnjivog blaženstva. Odupiranje kletvi je moguće, ali to je za rukom pošlo tek nekolicini ljudi, uključujući Harryja Pottera te Bartya Croucha ml. i Bartya Croucha sr.
Impero u prijevodu s latinskog znači "naređujem, zapovijedam". 

### Žrtve kletve Imperius
| Žrtva                      | Bacač kletve     | Napomene                                                                                   |
| -------------------------- | ---------------- | ------------------------------------------------------------------------------------------ |
| Pauk                       | Barty Crouch ml. | Tijekom nastave Obrane od mračnih sila                                                     |
| Harry Potter               | Barty Crouch ml. | Tijekom nastave Obrane od mračnih sila (kako bi se oduprijeo kletvi)                       |
| Viktor Krum                | Barty Crouch ml. | Tijekom trećeg zadatka na Tromagijskom turniru                                             |
| Barty Crouch ml.           | Barty Crouch sr. | Držan pod kletvom nakon bijega iz Azkabana                                                 |
| Barty Crouch sr.           | Peter Pettigrew  | Stavljen pod kletvu nakon što su Voldemort i Crvorep oslobodili njegovog sina              |
| Učenici 4. godine 'Obrane' | Barty Crouch ml. | Tijekom nastave Obrane od mračnih sila (kako bi se oduprijeli kletvi)                      |
| Harry Potter               | Lord Voldemort   | Tijekom dvoboja na groblju                                                                 |
| Broderick Bode             | Lucius Malfoy    | Poslan da ukrade proročanstvo iz Odjela tajni                                              |
| Sturgis Podmore            | Lucius Malfoy    | Poslan da ukrade proročanstvo iz Odjela tajni                                              |
| Madame Rosmerta            | Draco Malfoy     | Kako bi pomogla prokrijumčariti ukletu ogrlicu - u pokušaju ubojstva Dumbledorea           |
| Katie Bell                 | Madam Rosmerta   | Kako bi pomogla prokrijumčariti ukletu ogrlicu - u Malfoyevu pokušaju ubojstva Dumbledorea |
| Herbert Chorley            | Nepoznat         | Pokušaj smrtonoša da špijuniraju bezjačkog premijera                                       |